# 穿靴子的猫

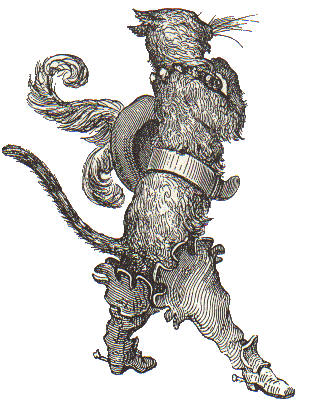
古斯塔夫·多雷在19世纪以《穿長靴的猫》為靈感來源製作的雕版印刷图。

《穿長靴的猫》，或譯《長靴貓》等（意大利語：Il gatto con gli stivali），是一個（主要）源自意大利的童話故事，該故事後來傳遍歐洲其他地區，講述了一隻擬人化的貓，使用詭計和欺騙來獲得權力和財富，並誘使一位公主嫁給牠貧窮而出身卑微的主人。
最初的書面敘述是由意大利作家喬瓦尼·弗朗切斯科·斯特拉帕羅拉 (Giovanni Francesco Straparola) 撰寫的，他將其收錄在《斯特拉帕羅拉的滑稽之夜》（意大利語：Le piacevoli notti，寫成於約1550年至1553年間）中。另一版本由吉姆巴地斯達·巴吉雷（Giambattista Basile）於 1634 年出版，標題為Cagliuso。還有一個由夏爾·佩羅（Charles Perrault）在 17 世紀末以法語寫成的版本。
多個世紀以來，該故事為作曲家、編舞家和其他藝術家提供了靈感。該故事主角的形象出現在柴可夫斯基芭蕾舞劇《睡美人》的第三幕中，也出現在動畫電影《史瑞克》的續集和同名衍生作品中，並在日本動漫工作室東映動畫的標誌中出現。

## 情節大要
故事開始於磨坊主的第三個也是最小的兒子接受了他的繼承物—一隻貓。起初，小兒子悲嘆，因為大哥得到了磨坊，二哥得到了騾子。然而，這隻貓不像一般的貓，而是索求並取得一雙靴子的貓。為了讓主人致富，貓在森林裡抓了一隻兔子，作為主人的禮物，並以虛構的卡拉巴斯侯爵名義將它送給國王。幾個月來，這隻貓持續向國王贈送獵物作為禮物，牠也因此得到了回報。
一天，國王決定帶女兒去兜風。貓說服主人脫掉衣服，進入馬車經過的河流。貓把主人的衣服扔在一塊石頭下。當皇家馬車靠近時，這隻貓開始以極度痛苦的神態（為主人假裝）呼救。當國王停下來查看時，貓告訴國王牠主人一直在河裡洗澡，但有人搶走了他的衣服。國王於是將牠主人從河邊帶起，並讓他穿上一身華麗的衣服，與公主坐在馬車上，公主一下子就愛上了他。
貓趕在馬車前面，命令沿途的鄉下人告訴國王這片土地是“卡拉巴斯侯爵”的，如果他們不這樣做，牠就會把他們切成碎肉。然後這隻貓偶然發現了一座城堡，城堡裡住著一個食人魔，食人魔能夠將自己變成多種生物。食人魔透過變成獅子來展示他的能力，嚇壞了貓，然後貓欺騙食人魔變成老鼠。然後貓撲向老鼠並吞食它。國王到達了原屬於食人魔的城堡，對冒牌侯爵（即貓的主人）和他的莊園印象深刻，將公主嫁給了貓的主人。此後，貓享受作為一個偉大領主的生活，追逐老鼠只是為了自己的娛樂。
這是流傳於法國的版本，亞洲、非洲和南美洲有其他情節類似的故事。

## 改编作品
- 《長靴貓系列》：日本東映動畫推出的電影系列。長靴貓形象後被用於公司商標。
  - 《長靴貓劍客》：第一作，於1969年上映。
  - 《長靴貓西部劍客》：第二作，於1972年上映。
  - 《長靴貓環遊世界八十天》：第三作，於1976年上映。系列中唯一沒有「文部省選定」字句的作品。
- 《Fantasy Adventure：穿靴子的貓的冒險》：日本Enoki Film制作的動畫片，1992年東京電視台播出
- 《史瑞克系列》：由美國夢工場動畫推出的電影系列。其中改編自長靴貓的鞋貓劍客在《史瑞克2》中首度登場，並推出兩集的獨立電影。
  - 《鞋貓劍客》：由Chris Miller執導，夢工場動畫出品的美國動畫電影，在2011年10月28日上映。
  - 《鞋貓劍客2》：由Joel Crawford執導，夢工場動畫出品的美國動畫電影，在2022年12月21日上映。